# Veszkény megállóhely
Veszkény megállóhely egy Győr-Moson-Sopron vármegyei vasúti megállóhely, melyet a GYSEV üzemeltet, Babót településen. A névadó Veszkény belterületének déli szélétől kevesebb, mint 100 méterre délre helyezkedik el, a 8516-os út és a 85-ös főút keresztezésétől néhány lépésnyire.

## Vasútvonalak
A megállóhelyet az alábbi vasútvonalak érintik:
- Győr–Sopron-vasútvonal

## Kapcsolódó állomások
A megállóhelyhez az alábbi állomások vannak a legközelebb:
- Szárföld megállóhely (Győr vasútállomás, Győr–Sopron-vasútvonal)
- Kapuvár vasútállomás (Sopron vasútállomás, Győr–Sopron-vasútvonal)

## Forgalom
| Járat        | Útvonal | Gyakoriság   |
| ------------ | --- | ------------ |
| személyvonat | Győr – Ikrény – Rábapatona – Enese – Kóny – Csorna – Farád – Rábatamási – Szárföld – Veszkény – Kapuvár – Vitnyéd-Csermajor – Petőháza – Fertőszentmiklós (– Pinnye – Fertőboz) – Sopron | 1-2 óránként |